# Paul Wittgenstein
Paul Wittgenstein (11. května 1887 Vídeň – 3. března 1961 Manhasset) byl původem rakouský koncertní pianista. V první světové válce přišel o pravou ruku, s úspěšnou koncertní kariérou však nechtěl skončit, a tak byly na jeho popud složeny klavírní koncerty pro levou ruku. Sám vymyslel takové postupy a kombinace hraní rukou a pedály, které mu umožnily hrát akordy, před ním považované za nemožné zahrát jednou rukou.

## Život
Paul Wittgenstein se narodil ve Vídni, jeho otec byl průmyslový magnát Karl Wittgenstein, jeden z nejbohatších lidí své doby. Jeho bratr — známý filosof Ludwig Wittgenstein — se narodil o dva roky později. Otec byl známým vídeňským mecenášem. Na hudebních večírcích, které se u Wittgensteinů tehdy pořádaly, se objevovali i významní hudební skladatelé mezi nimi byli i Johannes Brahms, Gustav Mahler, Josef Labor nebo Richard Strauss, se kterým hrával mladý Paul duety. První veřejný klavírní koncert proběhl v roce 1913. V tehdejším tisku sklidil pochvalné recenze. Následující rok byl povolán do armády, se kterou se účastnil útoku na dnešní Polsko. Wittgenstein byl střelen do pravého lokte a následně mu byla amputována pravá ruka.

### Kariéra jednorukého pianisty
Během svého pobytu v ruském zajateckém táboře v Omsku na Sibiři se Paul Wittgenstein rozhodl pokračovat v kariéře pianisty. Přes dánského velvyslance odeslal dopis svému učiteli Josefu Laborovi, ve kterém ho požádal o zkomponování klavírního koncertu pro levou ruku. Labor byl v té době už slepý, nicméně rychle odpověděl, že už na jednom kuse začal pracovat. Po skončení války začal Wittgenstein ještě usilovněji studovat hru na piano, sám začal skládat skladby pro levou ruku a začal se učit kompozici od Labora. Opět začal koncertovat a stal se dobře známým a velmi populárním. Oslovil tedy slavnější skladatele, aby mu napsali skladby, které by mohl se svým handicapem hrát. Skládali pro něj Benjamin Britten, Paul Hindemith, Alexandre Tansman, Erich Wolfgang Korngold, Sergej Prokofjev, Franz Schmidt, Sergej Bortkiewicz a Richard Strauss. Nejznámější práce pro něj se však stal Klavírní koncert pro levou ruku, který mu napsal Maurice Ravel. Wittgenstein si ovšem pro premiéru tohoto koncertu upravil partituru, čímž Ravela značně popudil. Dokonce tak, že ti dva se pak už nikdy neusmířili.
Wittgenstein nehrál všechny klavírní věci, které vznikly z jeho popudu. Prokofjevovi například oznámil, že nerozumí jeho 4. klavírnímu koncertu, ale že až mu porozumí, bude ho hrát. Nikdy se tak nestalo. Později Wittgenstein prohlásil: „Ačkoli byl Prokofjevův koncert složen na mou objednávku, ještě jsem ho nehrál. Vnitřní logika tohoto koncertu mi zatím není jasná. Takový koncert samozřejmě nemohu hrát dokud tomu tak nebude.” Odmítl také Hindemithovu Klavírní hudbu s orchestrem Op. 29 — partituru k ní schoval v jedné své studii, kde zůstala skryta až do smrti Wittgensteinovy manželky v roce 2002 (tedy 39 let po Hindemitově smrti). Takovýto přístup si mohl dovolit díky exkluzivním právům, která mu tato díla připisovala. V jednom svém dopise z roku 1950 Wittgenstein píše:
| „ | Přece si nenecháte postavit dům, aby v něm pak bydlel někdo jiný. Já jsem byl tím, kdo si tyto práce zadal a zaplatil za ně. Celé to byl můj nápad. […] A tak mám na tato díla stále exkluzivní práva, která mi zůstanou, dokud budu veřejně vystupovat. Jedině tak je to správné a spravedlivé. Až budu jednou po smrti a nebo až už nebudu více koncertovat, pak se tyto práce stanou dostupné každému. To poslední, co bych chtěl, je, aby na ně v knihovnách pomalu sedal prach. To by zase nebylo spravedlivé vůči skladateli. | “ |